# Kiss Me Deadly
Kiss Me Deadly is een Amerikaanse film noir uit 1955 onder regie van Robert Aldrich. Het scenario is gebaseerd op de gelijknamige roman uit 1952 van de misdaadauteur Mickey Spillane.

## Verhaal
Op een nacht geeft de privédetective Mike Hammer een lift aan een meisje, dat is ontsnapt uit een sanatorium. Zo raakt hij betrokken bij een ingewikkelde moordzaak. Hij stuit daarbij op een misdaadbende die een geheimzinnige doos in handen wil krijgen.